# Cases d'en Molins
Les cases d'en Molins és un conjunt de sis cases en filera al carrer Jacint Verdaguer núms. 17-27 de Sant Feliu de Llobregat (província de Barcelona). Aquestes són cases unifamiliars de dos pisos construïdes entre els anys 1911 i 1929 sobre un projecte de l'arquitecte Gabriel Borrell i Cardona i executades pel contractista Molins. Hi predomina la corba sobre la recta, el trencadís, el ferro forjat i altres característiques com l'ús del maó vist i la riquesa ornamental. Per això, aquest conjunt de cases és una construcció modernista destacada a Sant Feliu de Llobregat.
Aquest conjunt de sis cases unifamiliars de petites dimensions enllaçades en fila entre mitgeres, són precedides per un petit jardí i consten de planta baixa i pis. Destaca especialment el predomini de les línies corbes, presents en el remat de les façanes, en la forma arquejada de les finestres, en la forma dels balcons i els altres elements decoratius.
En planta baixa, les cases presenten obertures rectangulars. Al primer pis hi ha un petit balcó de formes arrodonides i barana de ferro forjat. Les portes que els donen accés tenen forma d'arc rebaixat lleugerament trilobulat i estan decorades amb una imposta perimetral.
Per sobre la línia de façana juga amb formes arrodonides i l'espai que es genera es decora amb un element fet a base de ceràmica vidriada.
Les tanques de les cases concentren gran part de la decoració de filiació modernista. Així trobem aplicació de ceràmica trencada procedent de la fàbrica Pujol i Bausis d'Esplugues a la part superior de la tanca i aplicació de còdols de riu en tots els elements d'obra que separen les propietats del carrer. A més, es va jugar amb el color dels còdols per crear motius geomètrics i, fins i tot, per posar la data de construcció en xifres romanes (MCMXII).